# 大雄寶殿
大雄寶殿，也叫大雄殿，或简称大殿，是漢傳佛教寺院或各類祭祀場所稱呼「主奉釋迦牟尼佛之大殿」。大雄，是佛教徒對釋迦牟尼佛的尊稱。
中國佛教中，大雄寶殿不但是寺院的主殿，且是主奉釋迦牟尼佛的殿宇。一般習慣上，只有主奉釋迦牟尼佛的殿宇才會稱為大雄寶殿，主祀阿彌陀佛或西方三聖的殿宇通常稱為「淨土寶殿」、「極樂寶殿」、「彌陀寶殿」等；主奉藥師佛或東方三聖通常稱為「琉璃寶殿」、「藥師寶殿」等。如果主祀釋迦牟尼佛等三寶佛的殿宇，除了大雄寶殿之外，也可能稱為三寶殿。但部分寺院，認為諸佛功德平等，雖然主殿中主奉其他佛，如藥師佛或阿彌陀佛等，也有可能稱為大雄寶殿。
日本佛教中，不分宗派廣泛称本堂、金堂，即主殿之意，奉祀寺院的本尊，包括如來等諸佛，如阿彌陀佛，不限釋迦牟尼佛。但是，泛稱的本堂之外，天台宗寺院稱「根本中堂」或「中堂」、禪宗寺院多稱「佛殿」或「本堂」、黃檗宗稱「大雄寶殿」，相當多元。

## 名稱由來
在佛教中，以大雄作為釋迦牟尼的稱號之一，因為佛陀具備十力，降伏四魔，無有畏懼，故稱大雄。在《妙法蓮華經》、《阿含經》等，皆以大雄的稱號，來稱呼釋迦牟尼。寺院中，供奉釋迦牟尼的主殿，因此也被稱為大雄寶殿。
佛教與耆那教共用許多共通的宗教稱號，如皆稱呼自己的宗教聖典為「阿含」，也同樣以佛陀（覺悟者）、耆那（勝者）、大雄（偉大的英雄）、如來、阿羅漢、薄伽梵等詞作為究竟解脫聖者的稱謂。

## 主殿與寺院

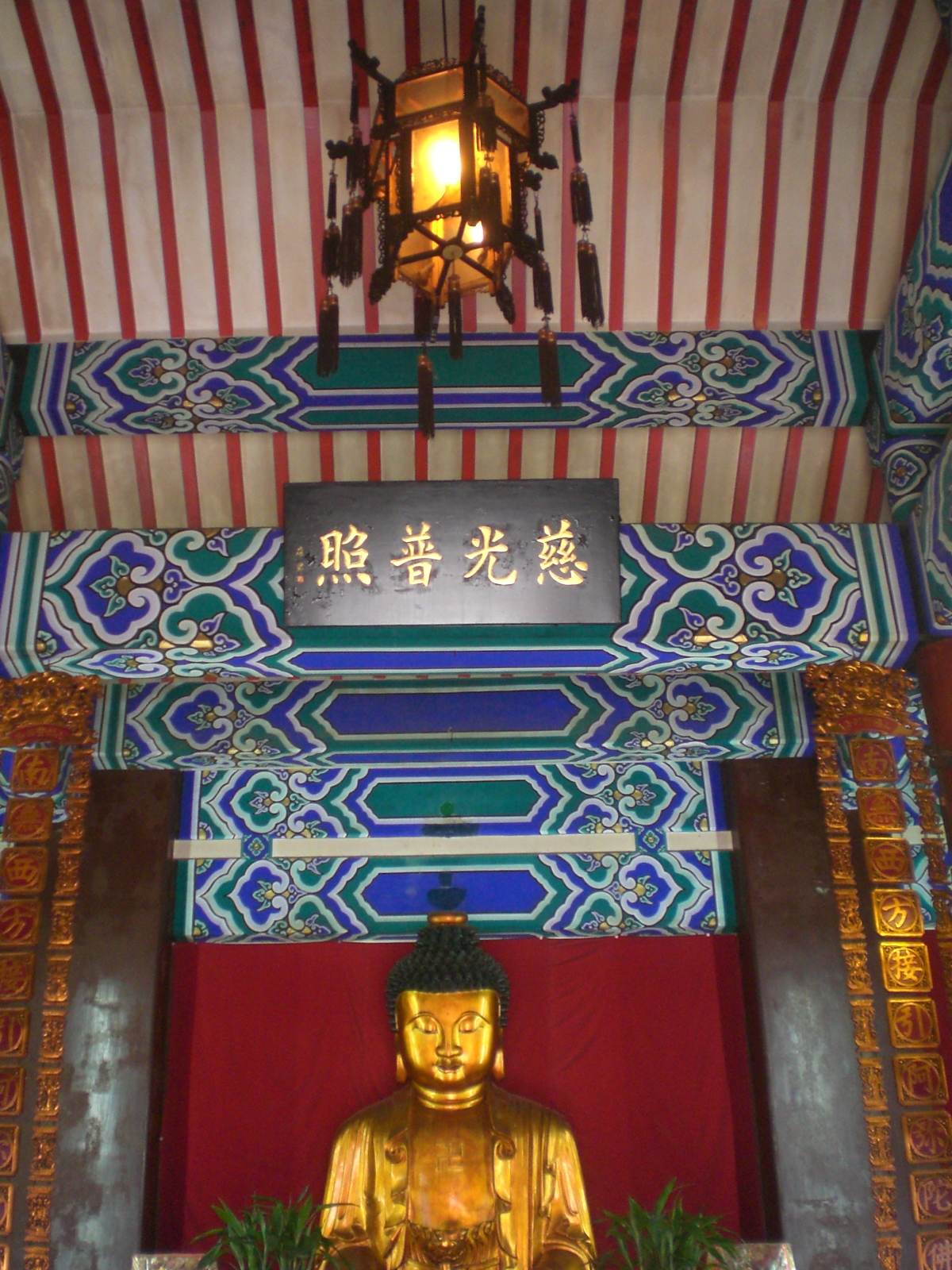
寶福山大雄寶殿的一角

中国汉传佛教的寺庙建筑布局主要分为三种，单体布局（如九华山百岁宫）、组群布局和园林布局。其中组群布局最为普遍。
在汉传佛寺组群布局上，也发生了很大变化。最初为廊院式，即佛殿或者佛塔为中心，四周以廊房围绕。其中以南北朝、隋朝、唐代等为主，比如太原崇善寺。到了宋代，佛寺开始采用纵轴式布局为主，即各主要殿堂布置在一条中轴线上，各殿堂前方左右为配殿，形成三合或四合布局。正殿取代了佛塔在寺院建築中的核心地位，塔大都建於后院或正殿两侧。
由於大雄寶殿是寺院的正殿，習慣上，一所寺院只會有一個大雄寶殿。因此，有時寺院另建新的主殿後，會把原來的主殿易名。比如說香港芙蓉山東林念佛堂另建一所新的主殿後，就把原來的主殿易名為「極樂寶殿」，只稱新殿為「大雄寶殿」。而妙法寺新建的大殿則稱「萬佛寶殿」，避免在稱呼上跟原有的「大雄寶殿」重複。

## 供奉

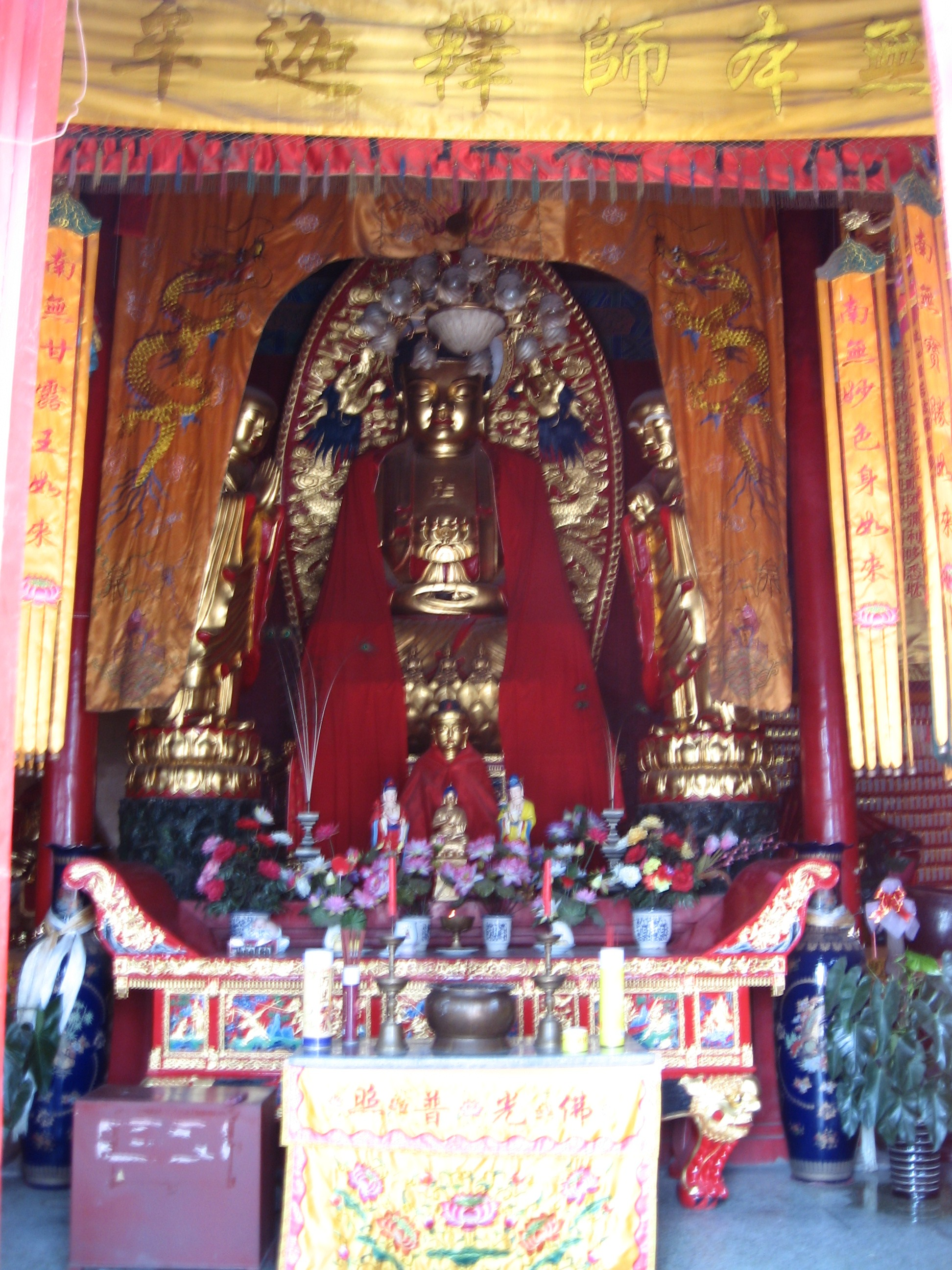
临济寺大雄宝殿内佛像

大雄寶殿主要供奉釋迦牟尼，其姿态主要分为两种：一种为结跏趺坐，左手横置于左足，为“定印”，释义“禅定”，右手则自然下垂，名“触地印”；另一种为结跏趺坐，右手向上屈指作环形，为“说法印”，表示佛陀说法姿势。
大雄寶殿有時也會供奉華嚴三聖（釋迦、文殊、普賢）、娑婆三聖（釋迦、觀音、地藏）或三寶佛（中央釋迦、西方彌陀、東方藥師或者阿閦）不等，視乎佛寺的宗派和宗教觀而定。有時佛像旁會兼奉尊者，比如阿難、迦葉、舍利弗、目犍連或十八羅漢不等。

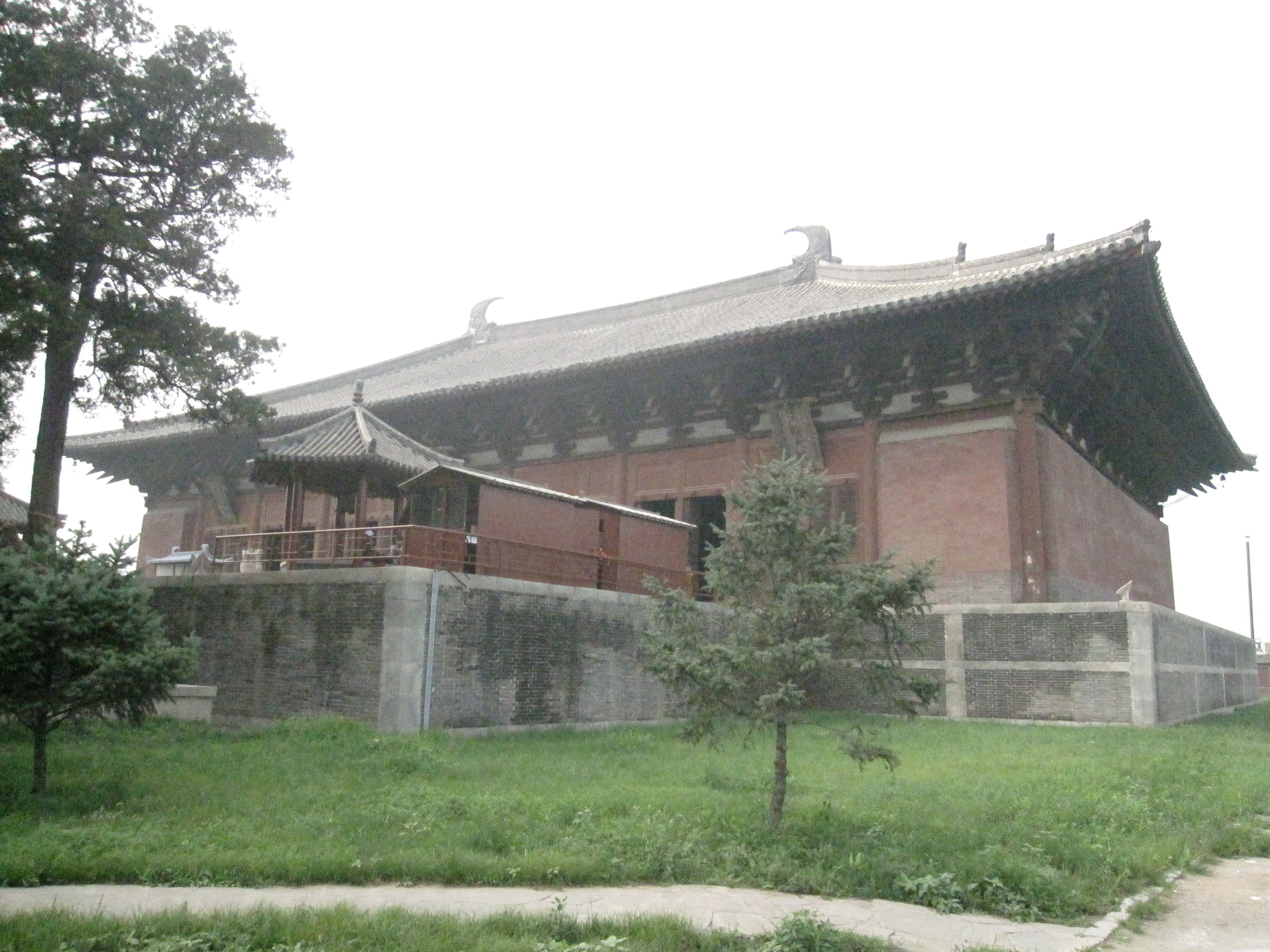
辽宁义县奉国寺大殿，辽代
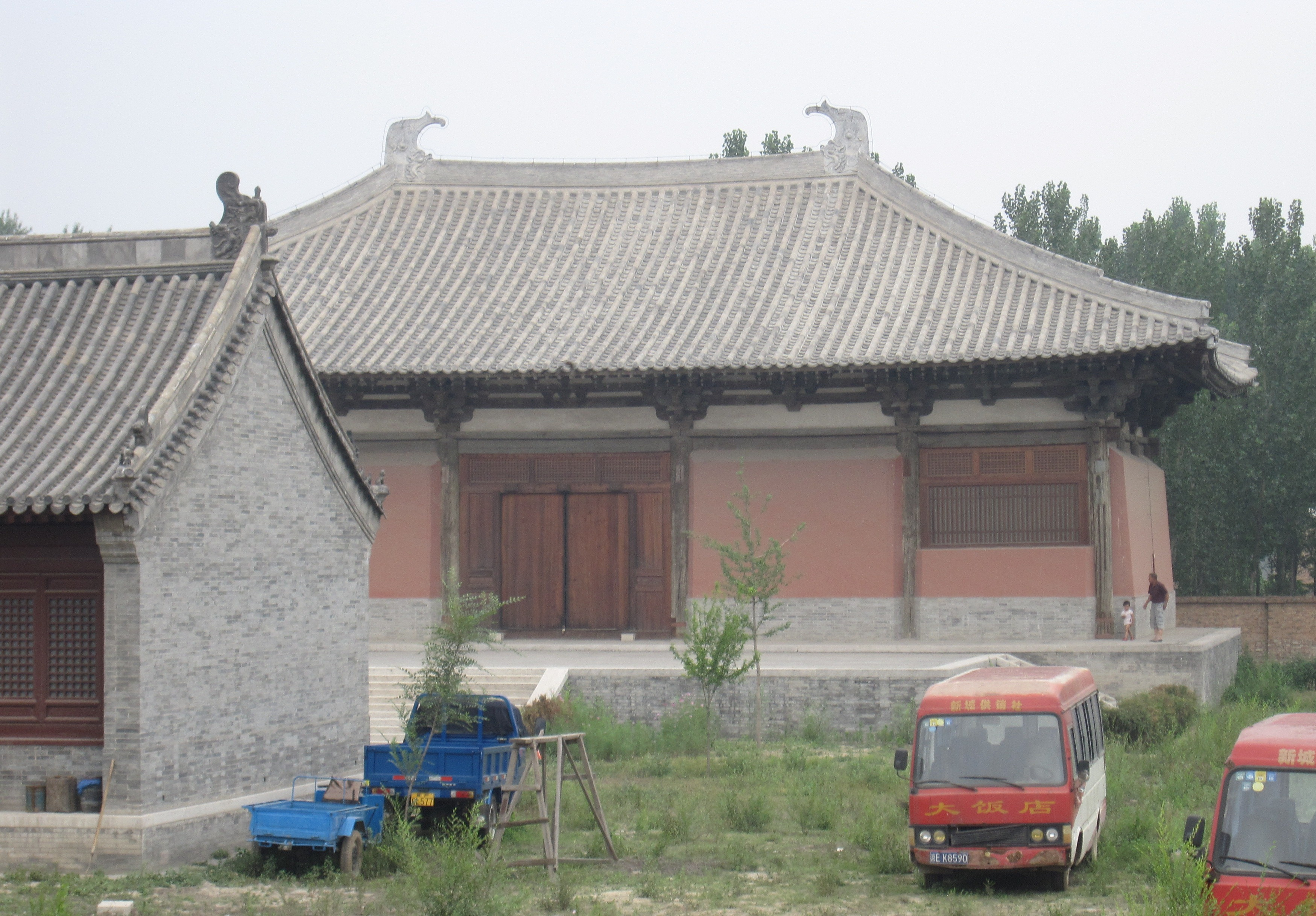
河北高碑店市开善寺大殿，辽代
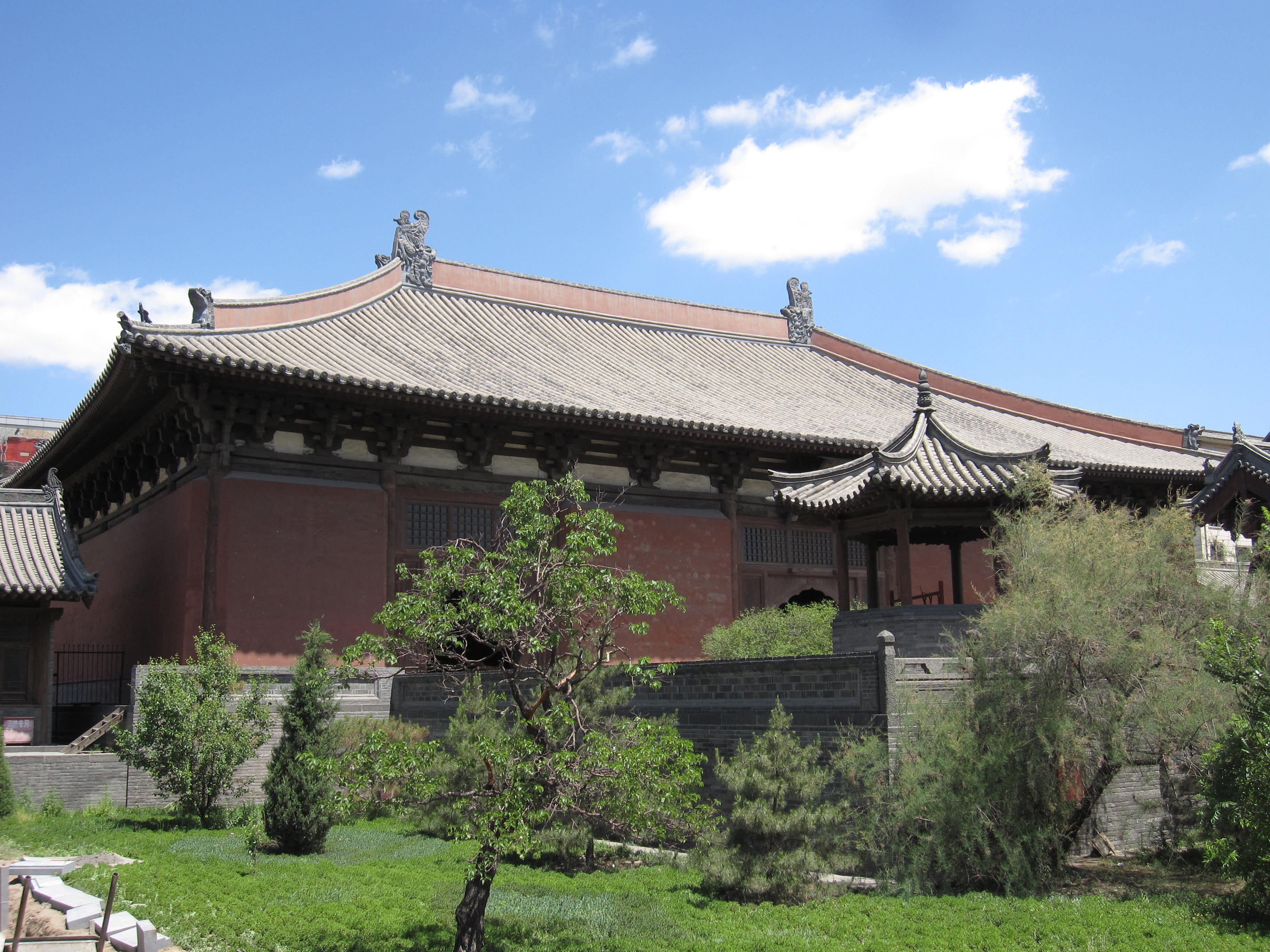
山西大同善化寺大殿，辽代
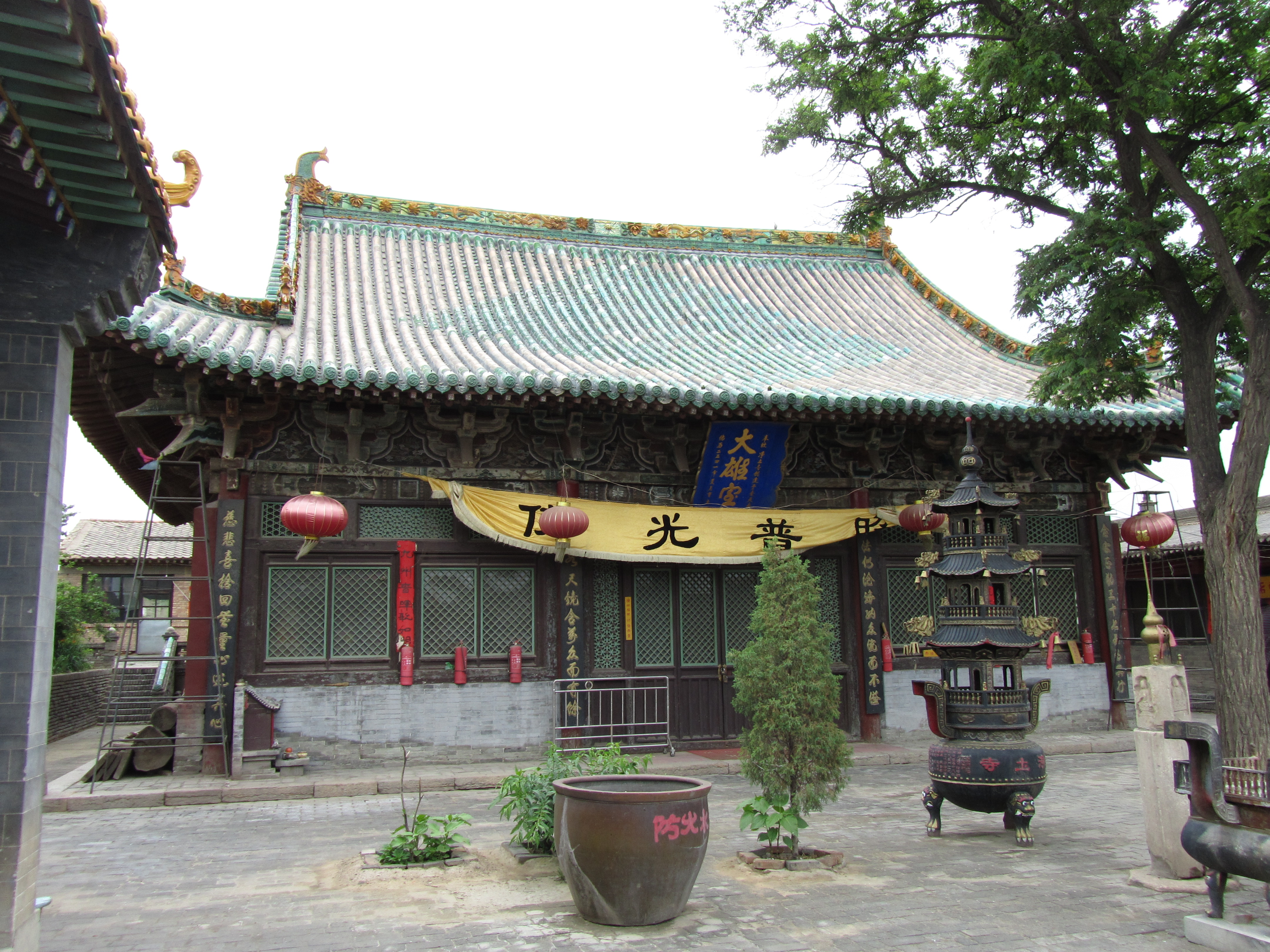
山西应县净土寺大殿，金代
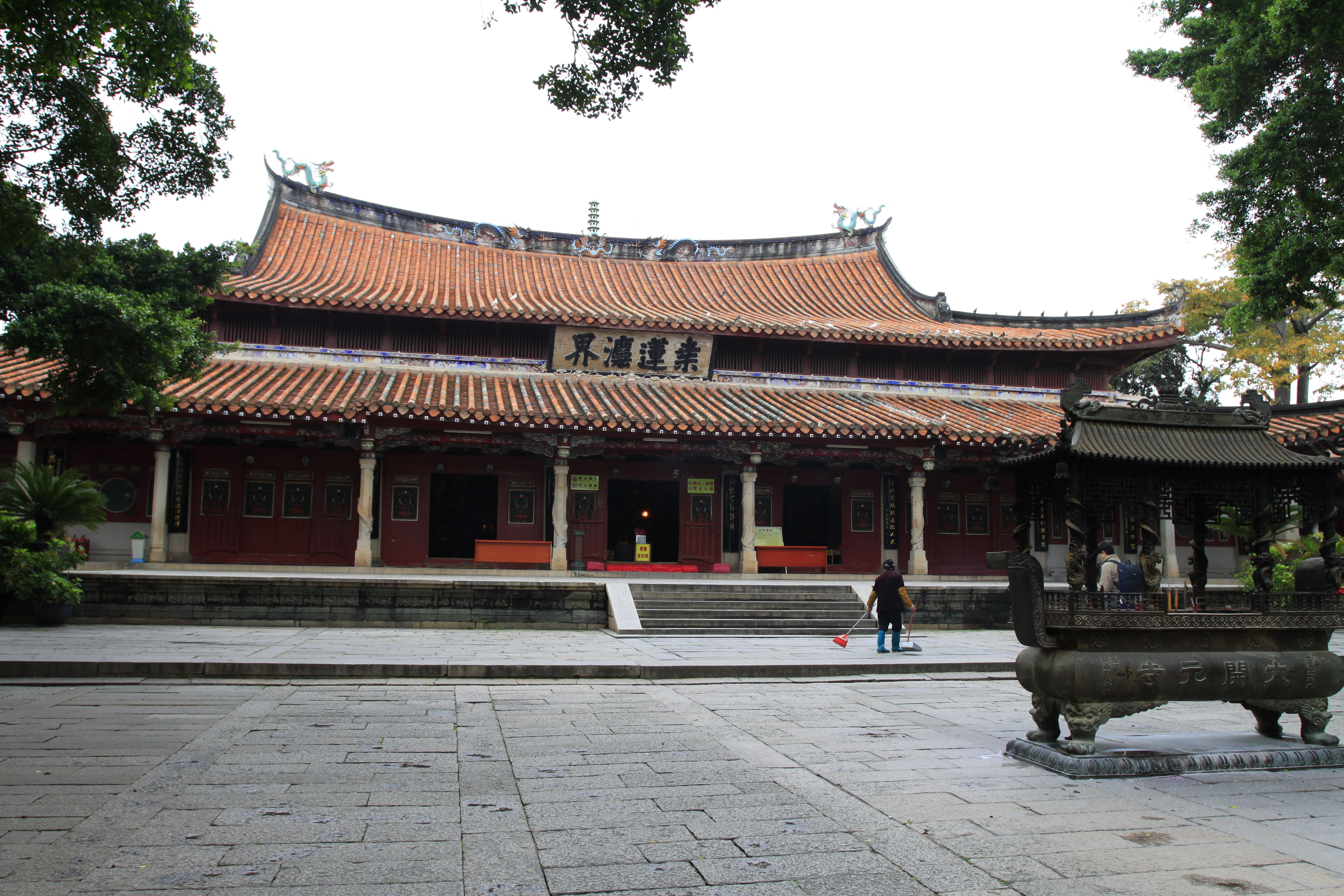
泉州开元寺大殿，明代
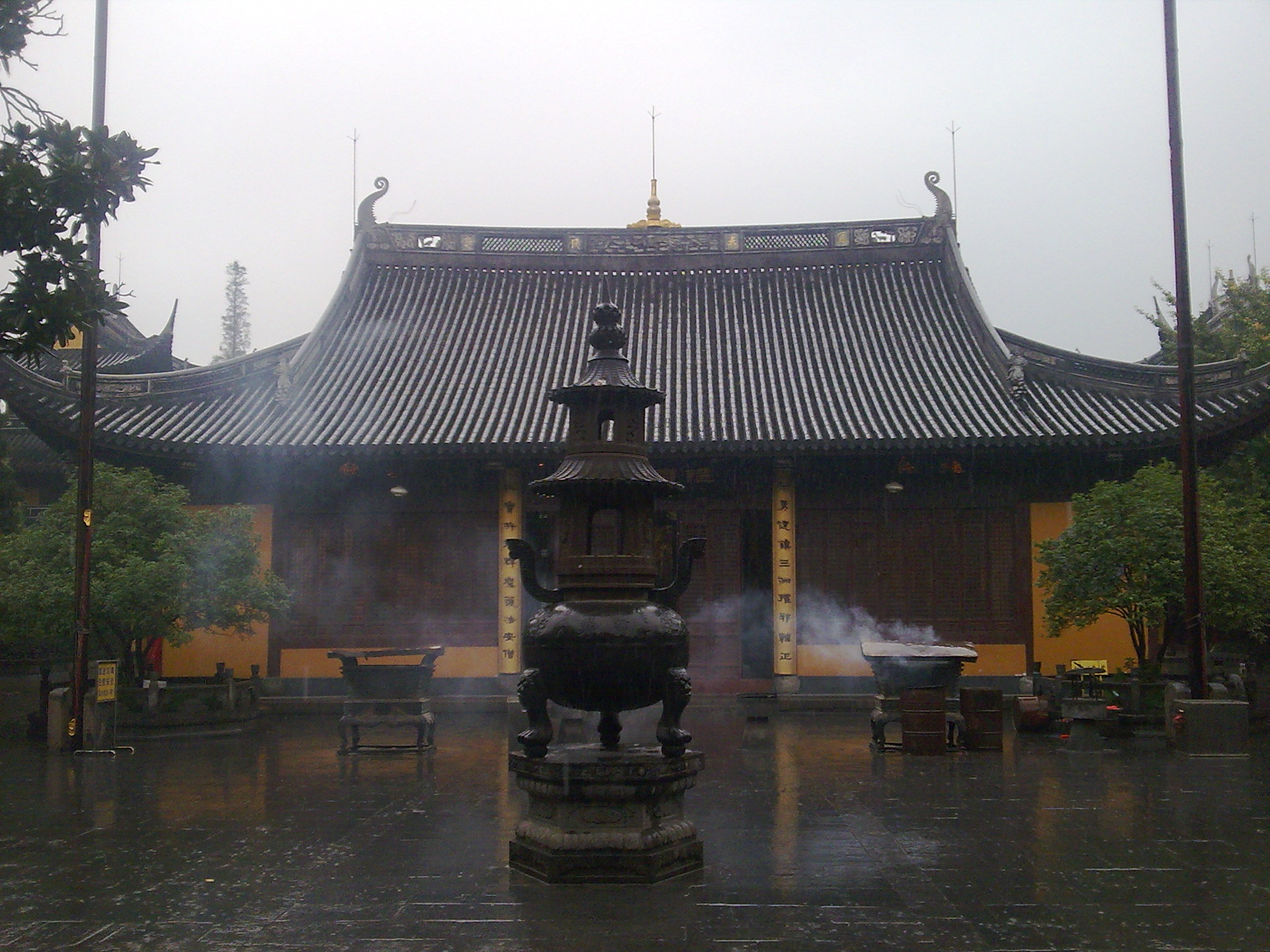
上海龙华寺大殿，清代
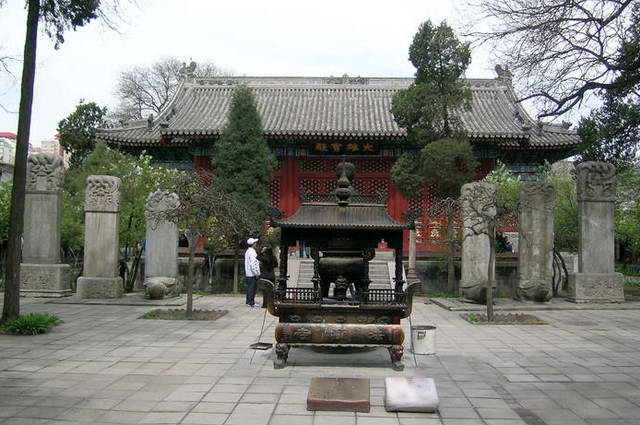
北京法源寺大殿，清代
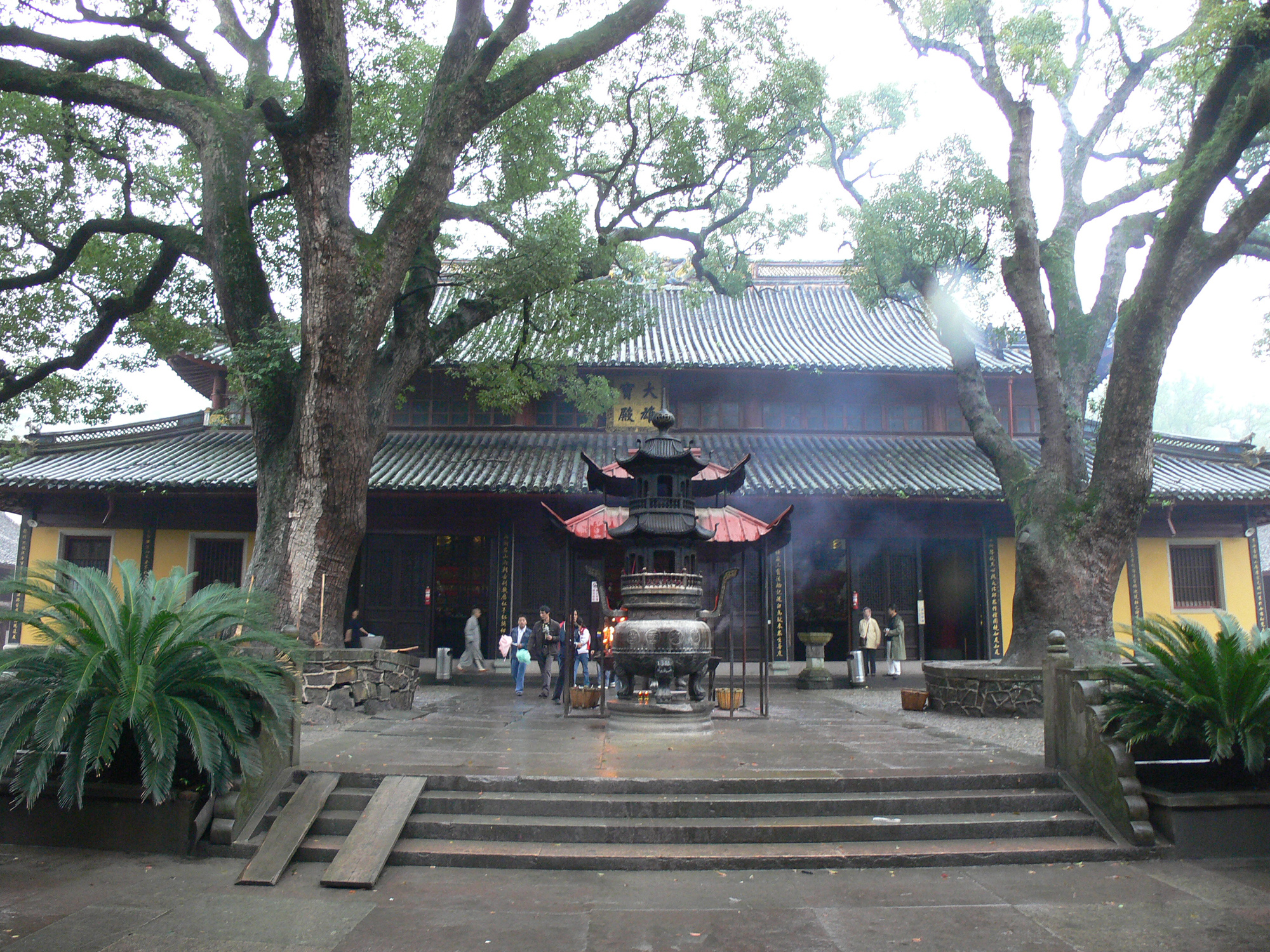
宁波阿育王寺大殿，清代
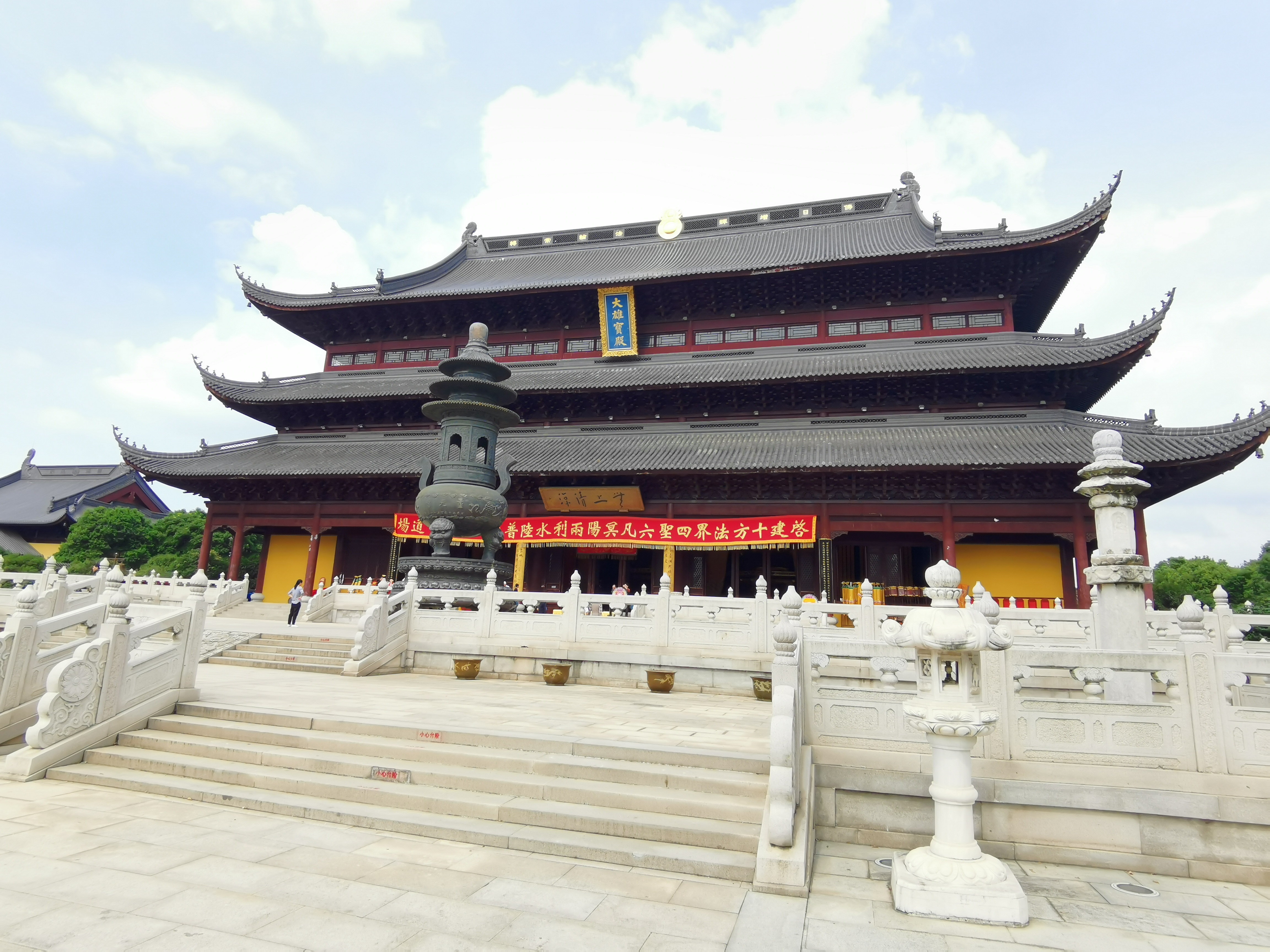
苏州重元寺大雄宝殿

## 另見
- 寺院
- 漥寺
- 緬寺
- 精舍
- 戒堂
- 阿蘭若
- 佛塔